# بيكيا (فلم)
بيكيا فيلم كوميدي مصري من إنتاج سنة 2018. الفيلم من إخراج محمد حمدي، وتأليف محمد سمير مبروك، وإنتاج أحمد السبكي، ومن بطولة محمد رجب، وأيتن عامر، ومحمد لطفي، وأحمد صيام، وشيماء سيف.

## القصة
مصطفى باحث في أدوية السرطان والإيدز، تدرك إحدى المنظمات الدولية مدى خطورة إسهامه العلمي، فتحاول خطفه، فيضطر مصطفى للهرب، والتظاهر بفقدان الذاكرة، ويعيش داخل مقلب زبالة وخردة، لحين الانتهاء من البحث العلمي.

## طاقم التمثيل
| - محمد رجب:مصطفى السبيلي / بركات - أيتن عامر:هيام رضا - محمد لطفي:صلاح الشمال / مقدم محمد سامى - أحمد حلاوة:رضا السيد حنفى - أحمد صيام:أ.د.فؤاد عزيز - أحمد عبد المجيد: أيهاب - بدرية طلبة: سهام | - شيماء سيف:عفاف - حسن عبد الفتاح: حمدي - مجدي بدر:حسان - ميرنا جميل:أنجيلا - سارة سعدون: طفلة - محمود الليثي:مطرب الفرح | - داليدا أنستازيا:الراقصة - بوسي: المطربة - حسين أبو حجاج:تاجر الحمير - إحسان الترك:والد أنجيلا - صبري عبد المنعم:الموظف بائع إبنه - بدر صبري:بواب العمارة | - عمرو رجب:ضابط الشرطة - حمادة صميدة:تلئيمة - صبى القهوجى - فاطمة كشري:أسماء - ميدو فايز:زوج أشواق - عمرو الوريث - شيماء مصطفى |